# ایرنفریتس مسرن
ایرنفریتس مسرن (به آلمانی: Irnfritz-Messern) یک منطقهٔ مسکونی در اتریش است که در ناحیه هورن واقع شده‌است. ایرنفریتس مسرن ۱٬۴۱۲ نفر جمعیت دارد.